# اویوایکا
اویوایکا (روسی: Уйвайка) یک رودخانه در استان اودمورتیای کشور روسیه است.